# Opuntia apurimacensis
Opuntia apurimacensis är en kaktusväxtart som först beskrevs av Friedrich Ritter, och fick sitt nu gällande namn av R. Crook och Mottram. Opuntia apurimacensis ingår i släktet fikonkaktusar, och familjen kaktusväxter. Inga underarter finns listade i Catalogue of Life.